# Annales scientifiques de l'École normale supérieure
Les Annales scientifiques de l'École normale supérieure sont une revue scientifique française de mathématiques, publiée par la Société mathématique de France.
Créée en 1864 par le chimiste Louis Pasteur, cette revue traitait initialement des mathématiques, de la physique, de la chimie, de la biologie et la géologie. En 1900, elle est devenue une revue purement mathématique.
Les Annales scientifiques de l'École normale supérieure sont publiées avec le concours du Centre national de la recherche scientifique. Leur site web est hébergé par le département de mathématiques de l'École normale supérieure.